# ISO 3166-2:CO
ISO 3166-2 données pour la Colombie

## Mise à jour
ISO 3166-2:2004-03-08

## District capital (1)es:distrito capital
CO-DC  Distrito Capital de Bogota

## Départements (32)es:departamento
CO-AMA Amazonas
CO-ANT Antioquia
CO-ARA Arauca
CO-ATL Atlántico
CO-BOL Bolívar
CO-BOY Boyacá
CO-CAL Caldas
CO-CAQ Caqueta
CO-CAS Casanare
CO-CAU Cauca
CO-CES Cesar
CO-CHO Chocó
CO-COR Córdoba
CO-CUN Cundinamarca
CO-GUA Guainía
CO-GUV Guaviare
CO-HUI Huila
CO-LAG La Guajira
CO-MAG Magdalena
CO-MET Meta
CO-NAR Nariño
CO-NSA Norte de Santander
CO-PUT Putumayo
CO-QUI Quindío
CO-RIS Risaralda
CO-SAP San Andrés et Providencia
CO-SAN Santander
CO-SUC Sucre
CO-TOL Tolima
CO-VAC Valle del Cauca
CO-VAU Vaupés
CO-VID Vichada